# خربة اللحم (الرقة)
خربة اللحم قرية سورية تتبع ناحية مركز الرقة في منطقة مركز الرقة في محافظة الرقة. بلغ عدد سكانها 40 نسمة في عام 2004 حسب إحصاء المكتب المركزي للإحصاء.